# Norra stillahavsströmmen
Norra stillahavsströmmen är en havsström i norra delen av Stilla havet kring 40:e och 50:e breddgraden. Strömmen är östgående och är i huvudsak vinddriven. Området söder om havsströmmen ned till Norra ekvatorialströmmen är känt som en "havsöken" eftersom det finns ytterst få stora fiskar i området. Det finns dock stora mängder plankton.

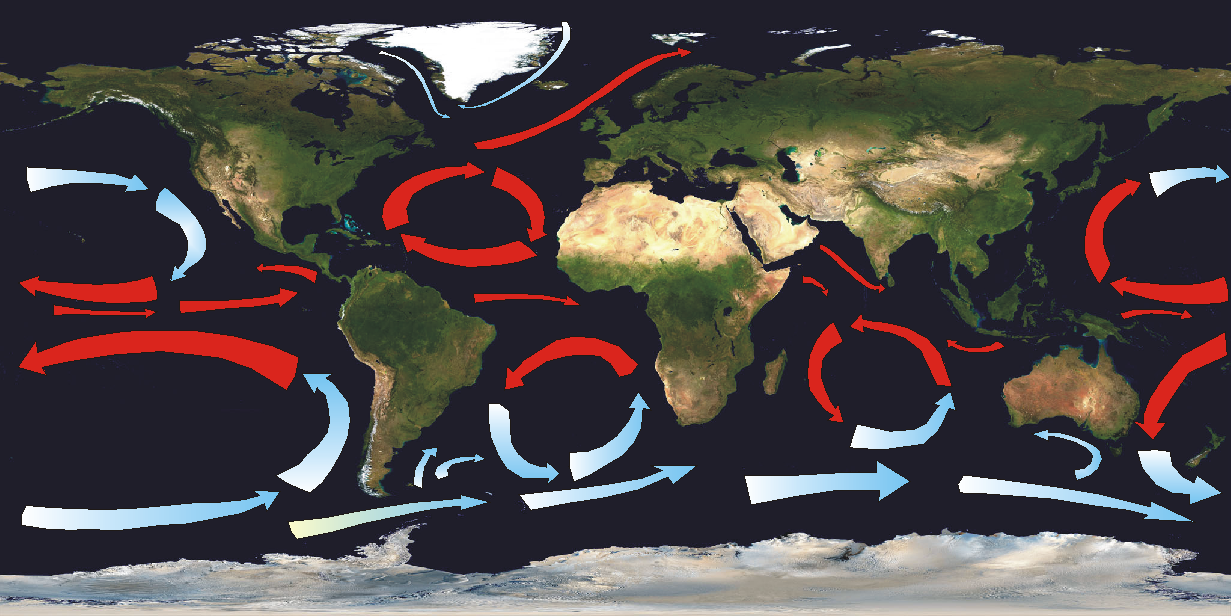
Ytströmmarna i världshaven.

## Skräp
Under 1990-talet upptäcktes att stora mängder skräp, framförallt plast, samlades upp i det område som strömmen är den nordliga begränsningen av. Det har resulterat i två områden med stora ansamlingar av skräp. Skräpet förstör livsmiljöerna och utgör en livsfara för de djur som lever i området. Liknande fenomen har observerats i Indiska oceanen.